# Polistes sagittarius
Polistes sagittarius är en getingart som beskrevs av Henri Saussure 1854. Polistes sagittarius ingår i släktet pappersgetingar, och familjen getingar. Inga underarter finns listade i Catalogue of Life.